# Timosina
Les timosines són petites proteines polipèptids que es troben en molts teixits animals. Es diuen timosina per que van ser perquè originàriament es van aïllar del tim d'un vedell, però ara se les ha trobades en molts altres teixits. Se'n van identificar setze que es van dividir en tres «famílies»: α, β, i γ, de les quals tres es troben en l'home: Tβ4, Tβ10 i Tβ15.
Les timosines són bioactiues, i dues, en particular, les timosines α1 i β4, són prometedores per a un ús medical, en via de passar del laboratori a l'aplicació clínica. Per a certes malalties, les timosines es van classificar com a modificadors de la resposta biològica (biological response modifier). La timosina β4, presents en tots els teixits humans –excepte els glòbuls vermells– té activitats cicatritzadores i antiinflamatòries.